# 达尔伯克氏必需基本培养基
達爾伯克改良型伊格爾培養基（Dulbecco's modified Eagle's medium, DMEM），EMEM（伊格爾最低限度必需培養基）的一个变种。与原配方相比，DMEM含有大约四倍的维生素和氨基酸以及2~4倍的葡萄糖，此外还添加了铁离子和酚红。DMEM适用于多种细胞的培养，包括人、猴、鼠、鸡、鱼等的细胞。

## 参看
伊格尔最低限度必需培养基